# Popowia helferi
Popowia helferi är en kirimojaväxtart som beskrevs av Joseph Dalton Hooker och Thomas Thomson. Popowia helferi ingår i släktet Popowia och familjen kirimojaväxter. Inga underarter finns listade i Catalogue of Life.